# توني مور (لاعب كرة قدم بريطاني)
توني مور (بالإنجليزية: Tony Moor)‏ (18 يناير 1940 في المملكة المتحدة - ) هو لاعب كريكت ولاعب كرة قدم بريطاني في مركز حراسة المرمى. لعب مع نادي يورك سيتي ونادي سكاربورو ودارلينجتون إف سى.